# Rigg

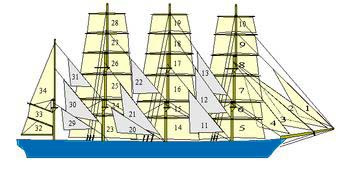
Riggen på en fyrmastad bark.

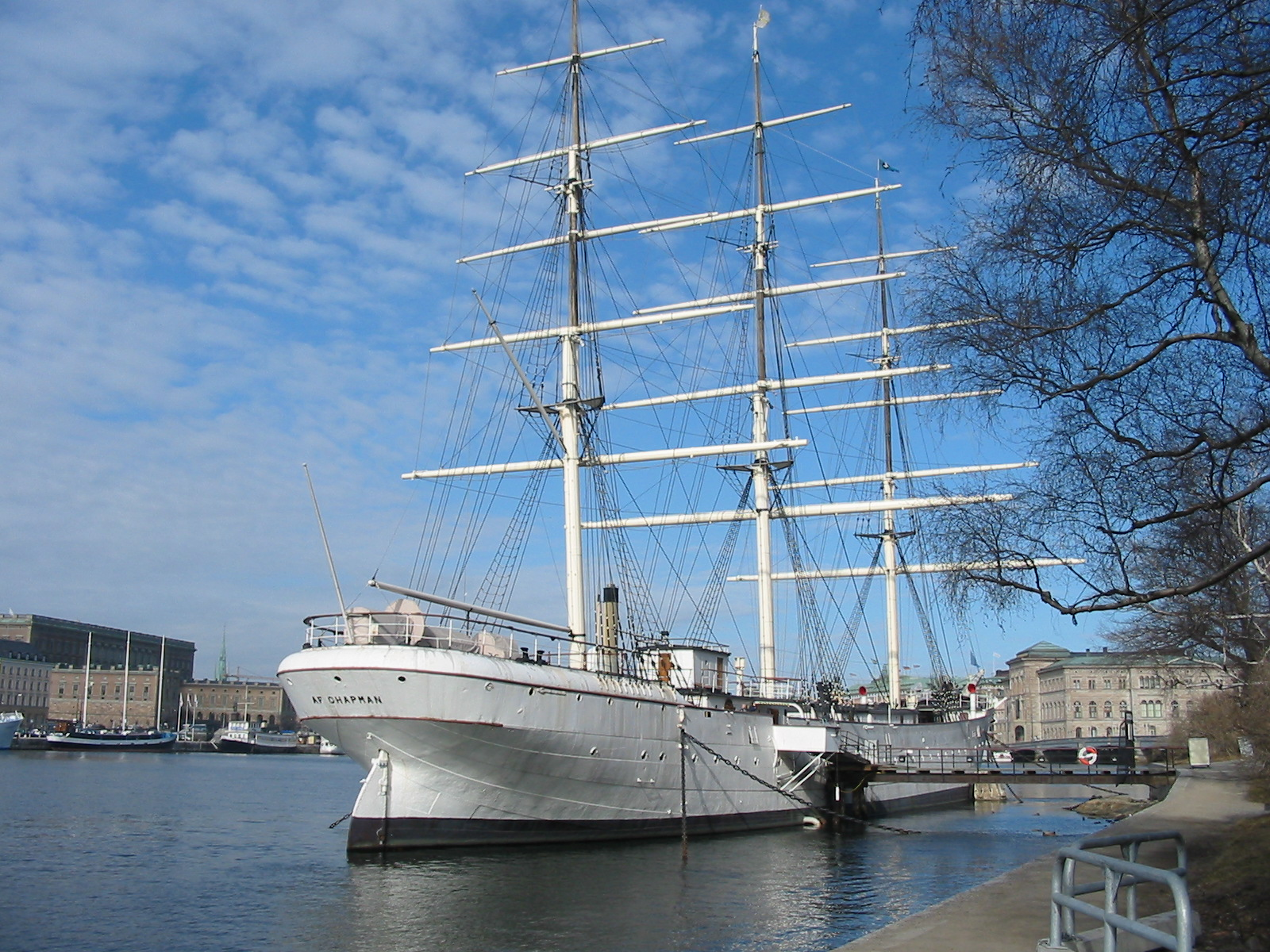
Af Chapmans rigg

Riggen eller tacklingen på ett segelfartyg, en segelbåt eller en motorseglare kallas utrustningen ovan däck, såsom segel, master, rår, bommar och andra spiror samt de vajrar, rep och liknande som används för att stöda och hantera dessa. Ibland utesluts seglen i begreppet (det vill säga att riggen används för att "rigga" seglen), och i än striktare betydelse avses endast tåg (och kätting, vajrar etc.) och block. Rigg förtydligas också med avseende på riggtyp.
Även maskindrivna fartyg kan ha rigg. I sådana fall består den av anordningar för att bära upp bland annat antenner, belysning, lanternor samt kranar för lastning.
Begreppet rigg används även om mer eller mindre tillfälliga maskininstallationer, till exempel i ord som testrigg eller en borrigg vid till exempel en oljeplattform. Rigg används ibland även om scenutrustning som master och balkar för strålkastare och högtalare. En utombordares växelhus kallas också rigg.

## Stående och löpande gods
Man skiljer mellan det stående godset (stående tacklingen, stående riggen), som stöttar master och rundhult (rår, bommar etc.), och det löpande godset (löpande tackling), som används för att röra på rundhultet och trimma, sätta, reva och bärga segel.
Den stående riggen på en modern båt med segel brukar bestå av en mast (på större båtar eventuellt stormast och mesanmast), eventuella spridare, stag och vant (vajrar som stabiliserar masten) och bom för storsegel och eventuell mesan. Den löpande riggen består av till seglen hörande fall och skot samt eventuella gajor och barduner. Ytterligare spiror och rep kan finnas.

## Olika riggtyper
Slupriggen med bermudastorsegel och stagfock är den helt dominerande på moderna segelbåtar. Beroende på var på masten förstaget är fäst delas riggtypen in i masthead- och partialriggar (fraktionsriggar, se till exempel 7:8). På större båtar kan man ha yawl- eller ketchrigg, med en mesanmast.
På äldre båtar och fartyg finns det ett otal olika riggtyper. I första hand skiljer man mellan råsegel- och snedsegelrigg. Se segelfartyg.